# Зостская вражда
Зостская вражда (нем. Soester Fehde) — длившаяся с 1444 по 1449 г. междоусобица в Священной Римской империи на территории Вестфалии и Нижнего Рейна, в ходе которой город Зост боролся за свою независимость от архиепископа Кельна Дитриха II и право принять власть герцога Клева-Марка Иоганна I, который гарантировал городу его старые права, а также дал новые. В результате император Фридрих III наложил на город имперскую опалу. Победа города означала, что Зост до присоединения в XVI в. к Брандербургу де-факто имел больше свобод, чем свободный имперский город, но в то же время его экономическая мощь ослабла из-за статуса анклава на территории курфюршества и разрыва экономических связей.

## Предыстория
Зост был важным торгово-ремесленным городом, занимавшим лидирующие позиции в Ганзейском союзе и проводившим самостоятельную внешнюю политику с XIII в. Ему удалось подчинить себе окрестности с десятью приходами Soester Börde. Город действовал в значительной степени независимо по отношению к архиепископу и курфюсту Кельна как своему суверену; но воздерживался от принятия статуса вольного города, иначе потерял-бы защиту и свой статус центра власти архиепископства. Однако с покупкой графства Арнсберг в 1368 г. курфюрст Кельна мог начать ограничивать свободы Зоста. Город был близок к герцогству Клеве-Марк, в 1398 г. был заключен союз для защиты жителей Зоста на территории Марка, который косвенно был направлен против архиепископа Фридриха III.
Его преемник Дитрих фон Мерс стремился расширить светскую власть, добиваясь предоставления своим братьям и родственникам епископств в Германии. Создание этой «западногерманской семейной империи» усилило конкуренцию между домами Мёрс, Хойя и Клеве-Марк. Конфликт между Клеве-Марком и Мёрсом стал частью вражды. Важное значение имела и церковно-политическая линия конфликта: в то время как архиепископ встал на сторону Феррарор-Флорентийского собора, герцог Клевский и его союзник герцог Бургундский Филипп III Добрый поддержали папскую сторону.
Кроме того, архиепископ пытался расширить подчинённое ему Вестфальское герцогство. Он проводил исключительно благожелательную политику по отношению к Зосту, поддержал горожан в 1433 г. при введении нового совета, в 1434 г. перенес официальный двор из Арнсберга в Зост и предоставил городу доход от нового акциза и право на усиление укреплений. Однако эти попытки привязать к себе город не увенчались успехом.

## Эскалация
Налоговое требование 1435/37 г., которое было сочтено несправедливым, вызвало сопротивление со стороны рыцарства и городов Вестфалии и графства Арнсберг во главе с Зостом. Они объединились, чтобы образовать наследственное государственное объединение. В ходе урегулирования налогового спора на первый план вышли и собственные муниципальные интересы города. Это относилось, например, к расширению прав пользования Арнсбергским лесом. Этот спорный вопрос остался и после того, как архиепископ уступил в вопросе о наследственном государственном объединении. Поскольку город Зоест был в авангарде сопротивления архиепископу, тот захотел изолировать город, чтобы он потерял свою ведущую оппозиционную роль. Дитрих фон Мерс также стремился ограничить муниципальные права в Борде, что город не мог принять. В 1441 г. архиепископ и его войска двинулись на город. Компромисс был достигнут, и споры должен был урегулировать третейский суд. Однако требования архиепископа были настолько велики, что уступка означала-бы конец относительно независимому положению.
В 1441 г. город, первоначально на четыре года, продлил старый договор о дружбе с герцогом Клеве Адольфом II. В том же году муниципальные учреждения и весь муниципалитет заключили соглашение о защите городских свобод. Община сигнализировала герцогу Клеве, что они примут его в качестве своего нового покровителя, если он пообещает помочь городу. Первоначально, при посредничестве капитула Кельнского собора, разрыва удалось избежать.
Это ничего не изменило в позициях сторон. Архиепископ настаивал на своих требованиях и даже обратился в Королевский апелляционный суд. Город последовал вызову в Грац, но отрицал компетенцию суда в этом вопросе. Soesters также отвергли герцога Бернхарда Саксен-Лауэнбургского в качестве арбитра. В 1444 г. герцог во многом согласился с архиепископом, император Фридрих III подтвердил приговор. Затем город заключил союз с молодым герцогом Клеве Иоганном I в формате «factum ducale primum», где обещал ему присягу на верность, если архиепископ не сдастся к определённому моменту времени. Переговоры остались безуспешными. Город сообщил герцогу о провале переговоров, после чего 16 июня 1444 года он объявил о вражде архиепископу. Иоганн фон Клеве въехал в Зост 22 июня и овладел городом. Во втором договоре «pactum ducale secundum» от 23 июня 1444 г. он был утвержден новым сувереном после того, как признал привилегии города. Город объявил о вражде архиепископу Кельна 25 июня: Речь шла об обеспечении городских свобод и муниципальных возможностей для действий. Это также включало территориальные претензии, например, в отношении использования Арнсбергского леса. И наоборот, герцогу были предоставлены территориальные приобретения в герцогстве Вестфалия.

## Силы сторон
Обе стороны получили поддержку князей и городов. Например, имперский город Дортмунд после бурного внутриполитического конфликта встал на стороне Кёльна, хотя ранее им был заключен союзный договор с Зостом и другими крупными городами Вестфалии, который не продлевался до 1443 г.. Но для Дортмунда как имперского города важность курфюршества значила гораздо больше, а архиепископ Кельна был назначен императором покровителем Дортмунда.
Но Мюнстер и Падерборн, а также большинство ганзейских городов встали на сторону Зоста. Это оказало влияние на снабжение продовольствием, а экономический бойкот ослабил архиепископство.
Архиепископ Кельна для формирования союзов использовал негативное отношение некоторых германских правителей к Бургундии. К нему присоединились герцог Вильгельм Брауншвейгский, курфюрст Саксонии Фридрих II и его брат и ландграф Тюрингии Вильгельм III, а также родной брат и епископ Мюнстера Генрих II. Был также заключён союз с французским королём Карлом VII, который не оказал существенного влияния на ход событий. Кёльну удалось собрать армию в 15 тыс. человек. Таким образом, конфликт вышел за исходные малые рамки.

## Война

### Фредебург и Бильштайн
Своеобразным второстепенным театром военных действий был спор о принадлежности земли Фредебург и сеньории Бильштайн. Эти области перешли к графству Марк в связи с продажей графства Арнсберг в 1368 году. Архиепископы Кельна выдвинули дополнительные претензии. Местные чиновники Клеве-Марка братья Хунольд и Годдерт III фон Ханкследен объявили о начале междоусобицы с архиепископом. Священнослужитель даровал Фредебургу признание его прав; за это он покорилась епископу. В 1445 г. архиепископ договорился с гарнизоном замка Бильштайн и его общиной, что этот район должен перейти к архиепископству, если герцог Клеве не выкупит замок в свое время.
Этот пример также показывает, насколько трудно было обеим сторонам финансировать военные действия. Часто это было возможно только путем залога имущества. Помимо реальных боевых действий, обе стороны пытались улучшить свое юридическое или моральное положение с помощью дипломатии. Архиепископ Дитрих фон Мерс через императора Фридриха III добился имперской опалы для Зоста. Герцог Бургундии Филипп Добрый, ставший настоящим лидером клевской партии, успешно апеллировал к курии в Риме. Он смог использовать плохие отношения между архиепископом и папой Евгением IV. Зост защищал себя в оправдательном письме, которое было распространено по всему немецкому рейху.

### Маленькая война
Боевые действия в основном шли в летние месяцы и сводились к грабежам, мародёрству, поджогам, вымогательствам. С обеих сторон были почти ежедневные атаки, жертвами которых становились в том числе женщины, священнослужители или торговцы. Со стороны Кельна основными участниками были различные оплачиваемые чиновники, такие как маршал Вестфалии Иоганн фон Шпигель или судебный пристав Арнсберга Иоганн фон Шедиген, чьи действия против интересов Зоста перед войной были одним из триггеров конфликта, поскольку они уже объявили междоусобицу городу в 1441 году.
К началу боевых действий в городе Зост уже находился сильный клевский гарнизон. На стороне Зоста воевал и город Липпштадт, который атаковал Эрвитте, Гезеке и Зальцкоттен. Первоначально это была небольшая война с взаимными набегами, после зимы 1445 г. конфликт становился все более ожесточенным. Вместе с войсками Мюнстера и Дортмунда Кельн атаковал Зассендорф и Лоне. Зостцы заняли Майнингсен, Липпштадт — Эрвитте.
С весны 1445 г. в Саксонии и Тюрингии набирались наемные войска. Первоначально они должны были поддержать архиепископа Кельна в Вестфалии, а затем обеспечить соблюдение саксонских притязаний на принадлежащий Бургундии Люксембург. Это привело к объединению Зоста с городами Мюнстер, Хаммом, Унной и Липпштадтом (единственный, кто участвовал в военных действиях). Но епископ Мюнстера был сильно ограничен в своих возможностях поддерживать архиепископа.
Ночное нападение Кельна на Дуйсбург в Клеве в марте 1445 г. было вовремя замечено городской стражей. Когда нападавшие попытались взобраться на стены, они были успешно отбиты и в конце концов вынуждены были сдаться. Войска из Марка повредили Каменную башню во время боев на территории Дортмунда.
В целом 1446 г. прошел с небольшими стычками. Во время набегов несколько жителей Дортмунда попали в плен Марка. Когда кельнская армия проиграла под Зостом, многие горожане, в том числе Дрост Иоганн фон Шединген, были взяты в плен и должны были быть выкуплены. Это поражение другая сторона праздновала сатирическими песнями. В самом Вестфальском герцогстве Белеке, Рютен и Калленхардт, среди прочих, пострадали от войны. В конце 1446 года Зостцы подожгли Нехайм. Попытки посредничества герцога Бургундского и курфюрста Пфальца Людвига IV не дали результата.

### Эскалация
Ситуация, казалось, изменилась в пользу архиепископа, когда в 1447 г. прибыла 12-тысячная армия наемников. Война теперь переросла в жестокую кампанию опустошения. Армия наемников архиепископа, включавшая значительные силы гуситов, захватила множество городов. Войска форсировали Везер у Хольцминдена и, поджигая и грабя, двинулись через графство Липпе на стороне Клевера в сторону Липпштадта. Мюнстер, Херфорд, Падерборн и другие города под угрозой разграбления были вынуждены отказаться от поддержки Зоста, по крайней мере, на время. Наёмники почти полностью разрушили город Бломберг и окончательно осадили Липпштадт летом того же года. В городе были сильный гарнизон и достаточно орудий, так что осада не удалась.
Из-за разногласий по поводу выплаты жалованья и продовольствия между наемниками и архиепископом возникли конфликты, было решено начать осаду Зоста. Иоанн Клевский лично руководил обороной города, который несколько раз подвергся обстрелам и штурму. Решение о штурме города было принято осаждающими также из-за невыплаты заработной платы и проблем с поставками продовольствия. Эта попытка не удалась, и наемники отступили на восток.
Таким образом, ситуация развивалась не в пользу архиепископа. Обе стороны начали проявлять готовность к миру. Было достигнуто перемирие, которое несколько раз продлевалось зимой 1447/48 г. Первые переговоры о прекращении конфликта в 1448 году не увенчались успехом.

## Последствия

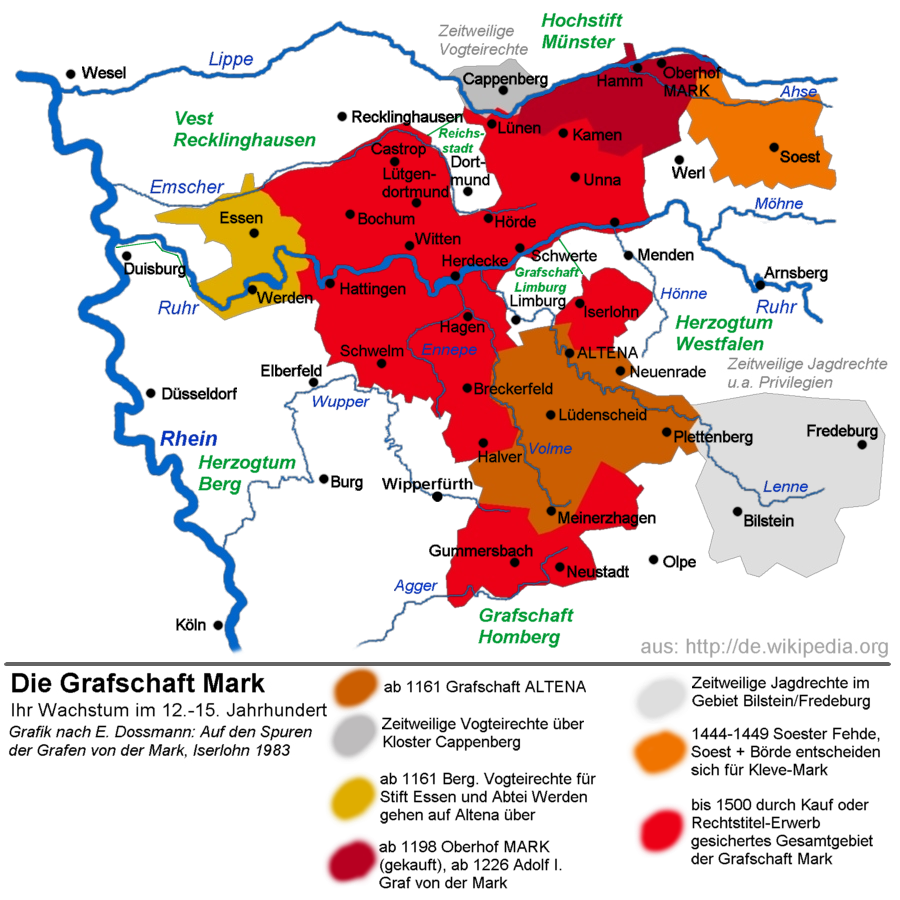
Территориальные изменения: Клеве-Марк получает Soest и Soester Börde (оранжевый), но теряет владения во Фредебурге и Бильштайне (серый).

Филипп Бургундский и папские легаты Николай Кузанский и Хуан Карвахаль смогли заключить мирный договор в Маастрихте без прямого участия Зоста. Зост и Ксантен переходили к герцогству Клеве-Марк, в то время как архиепископ взамен получил Бильштейн и Фредебург. Единство вестфальских городов в составе Вестфальского герцогства распалось. Новые границы также стали границами религиозными во время Реформации, и их влияние всё ещё заметно в Зост-Бёрде.
В результате спора официальный суд герцогства Вестфалия, ранее находившийся в Зосте, был присужден городу Верлю в качестве компенсации за понесённые из-за верности архиепископу потери.
В результате междоусобиц бывшая резиденция графа Арнсберга смогла взять на себя большую роль в управлении Вестфальским герцогством. Ещё в 1446 г. для финансирования войны Фест-Рекклингхаузен был передан архиепископом Кельна сеньорам Гемена, в дальнейшем владение было передано в графам Шауэнбург-Гольштейна (до 1576 г.).
Уход Зоста из Вестфальского герцогства означал, что небольшие города Зауэрландского нагорья потеряли интенсивные культурные и экономические связи. В результате государство в значительной степени утратило свои прежние надрегиональные экономические отношения, например, с Ганзейским союзом, и свой важнейший рынок сбыта коммерческой продукции. Другим городам не удалось заменить Зоста как экономический центр. В результате экономика была сосредоточена на внутреннем рынке, возможно, помимо продукции горнодобывающей промышленности. Таким образом, потеря Зоста является фактором экономической отсталости региона по сравнению с Зигерландом или графством Марк.
После вражды сам Зост занимал особое положение в соответствии с конституционным правом во владениях герцогов Клеве-Марк. Город был в значительной степени независимым, и правление герцогов было едва заметным. Зост смог сохранить эту позицию до времен прусского короля Фридриха II. Но отделение от бывшей экономической базы имело и негативные последствия для города. С упадком Ганзы Зост постепенно превратился в провинциальный город, влияние которого в значительной степени ограничивалось Берде.
Поэт победных песен, называемый в современных источниках «Вришемай», дал название историческому эпосу «Дитвальд Вришемай» Вильгельма Вильмса (1907 г.) о временах Зостской вражды. В последнее время в Зосте регулярно проводятся реконструкции вражды. На протяжении веков День бури в Белеке был напоминанием о неудавшейся попытке зостцевв 1448 г. завоевать город. С 2022 г. День бури включен в список нематериального культурного наследия ЮНЕСКО на уровне земли Северный Рейн-Вестфалия.